# 야생마 (1983년 영화)
"야생마"는 한국에서 제작된 유동훈 감독의 1983년 영화이다. 윤일봉 등이 주연으로 출연하였고 김용덕 등이 제작에 참여하였다.

## 출연

### 주연
- 윤일봉
- 이미숙
- 김석옥
- 홍성민

## 기타
- 조명: 정덕규
- 녹음: 손인호
- 미술: 조경환